# Tonzilamin
A tonzilamin vízben oldhatatlan, kloroformban oldódó olajos folyadék. Hidroklorid sóját viszketés elleni gyógyszerként használják.
A hidroklorid só színtelen, kristályos szilárd anyag (op. 173–176°C). Vízben, alkoholban, kloroformban oldódik.
A tonzilamin antihisztamin hatású etiléndiamin-származék. Túlérzékenység elleni szer tabletta, orrcsepp és kenőcs formájában. Az antihisztamin hatású kenőcsökhöz hasonlóan fennáll a bőr túlérzékennyé válásának veszélye.
Szemcsepp formájában allergia ellen is használják, mert érösszehúzó hatása van. 

## Készítmények
- Neohetramine
- Tonamil

Kombinációban számos más készítményben is megtalálható
Magyarországon nincs forgalomban tonzilamin-tartalmú készítmény.